# Тракторные гонки
Тракторные гонки (англ. Tractor pulling, норв. Traktortrekking) — соревнования, периодически проводимые в различных странах мира. Самое широкое распространение гонки на тракторах получили в США.

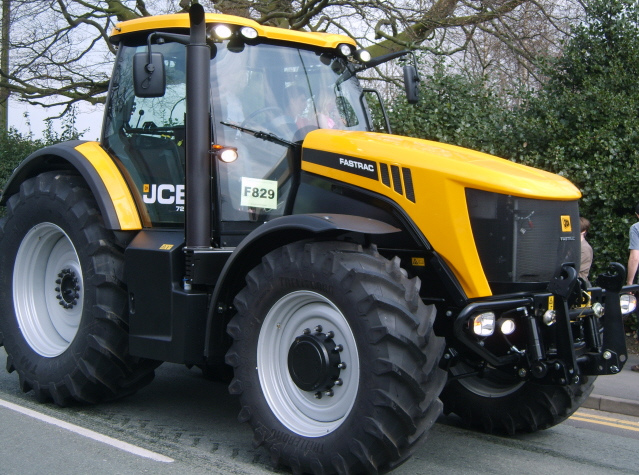
JCB Fastrac — самый быстрый серийный трактор в мире — более 80 км/ч

В разных странах мира зарегистрированы 22 ассоциации тракторных гонок.
Проводятся соревнования на скорость, групповые гонки. Главным состязанием соревнований обычно является транспортировка трактором на прохождение трассы с весьма тяжёлой платформой (Пуллинг) на дистанцию порядка 80—100 метров. Вес платформы зависит от тягового класса трактора и от перемещения, по мере движения от старта к финишу, нагрузка меняется.
В гонках участвуют колёсные трактора. Участникам разрешается участвовать как на серийных тракторах, оборудованых дополнительными системами безопасности, так и на тракторах, созданных специально для участия в таких гонках.
Считается, что тракторные гонки возникли в 1940 году в США. Однако в фильме Ивана Пырьева «Трактористы», вышедшем на экраны в 1939 году, уже показано одно из возможных состязаний тракторных гонок — перетягивание тракторов.
В России такие гонки проходят ежегодно, начиная с 2002 года, под Ростовом-на-Дону, это «Бизон-Трек-Шоу».

На Украине такие гонки ранее проводились ежегодно, начиная с 2009 года, экстрим клубом БОМБА под Симферополем под названием  Трак ПроХват.